# Teryn Ashley
Teryn Asley (12 december 1978) is een tennisspeelster uit de Verenigde Staten van Amerika.
In 2002 speelde zij samen met Sarah Taylor op het damesdubbelspeltoernooi van het US Open, waarmee zij haar eerste grandslamtoernooi speelde.
In 2003 won zij samen met Abigail Spears het dubbelspeltoernooi van het WTA-toernooi van Auckland.